# New Amsterdam Theatre

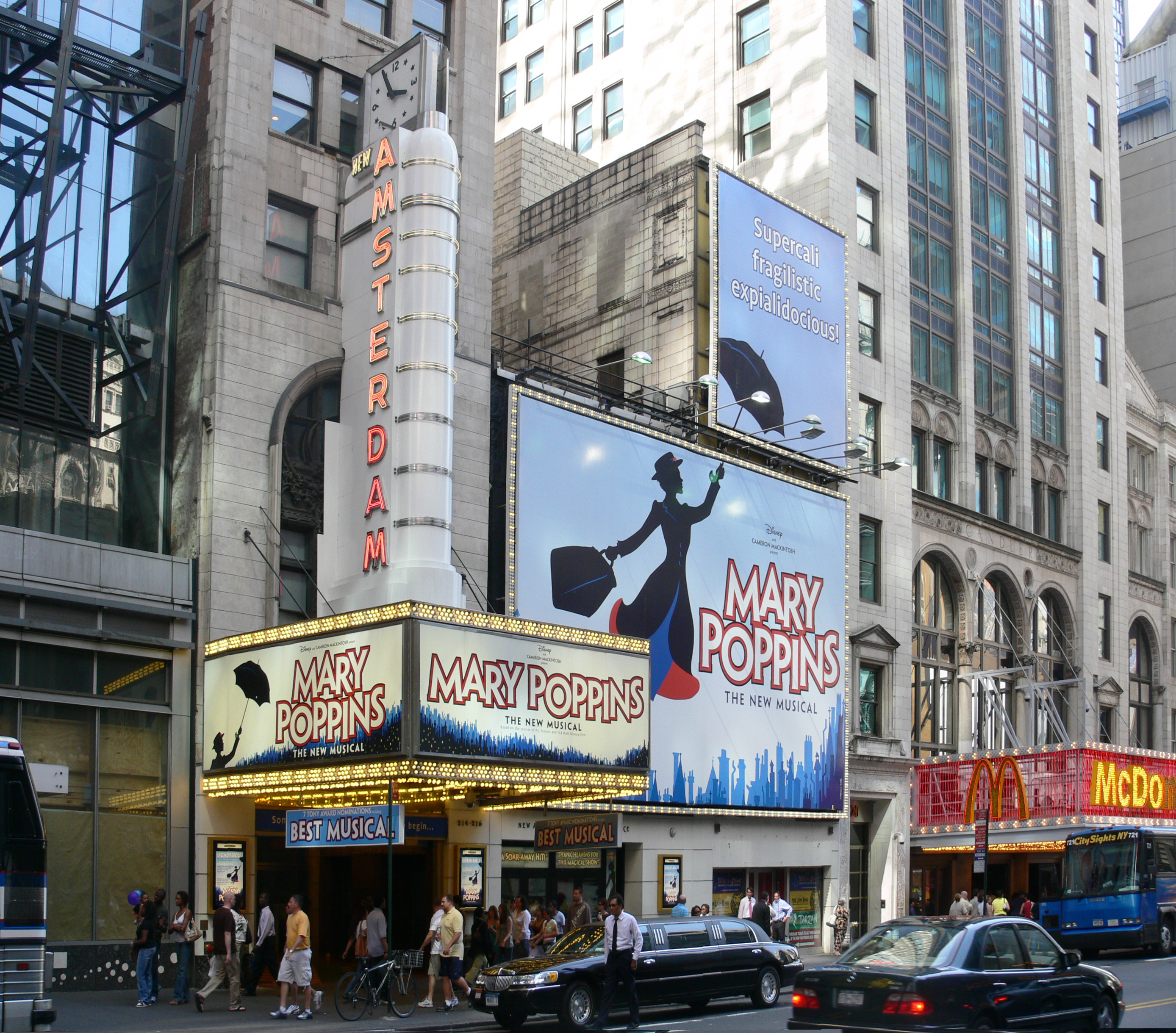
New Amsterdam Theatre

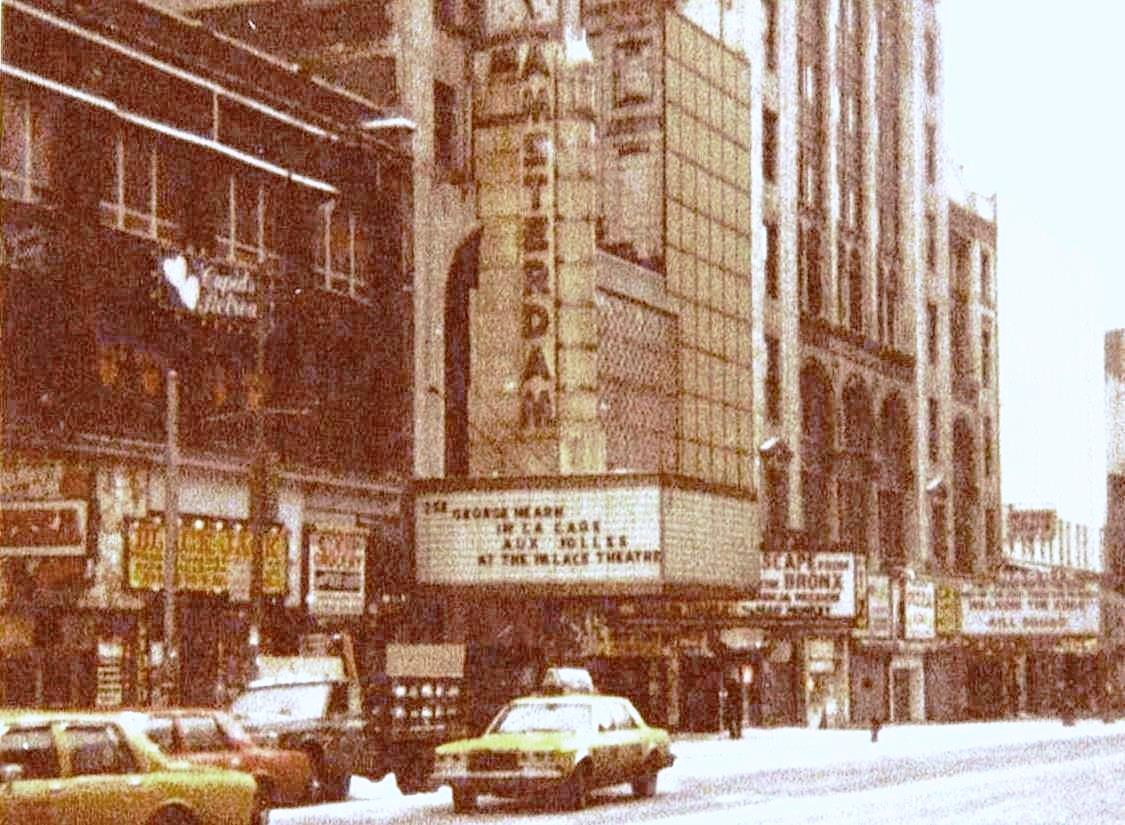
Außenfassade des Theaters im Jahre 1985 vor der Renovierung der 42nd Street.

Das New Amsterdam Theatre ist ein Broadway-Theater in Manhattan, New York City. Es liegt an der 214 West 42nd Street nahe der Seventh Avenue neben dem Wolkenkratzer 5 Times Square und zählt zu den ältesten noch in Betrieb befindlichen Häusern am Broadway. Seit seiner Wiedereröffnung 1997 werden hauptsächlich Musicals der Disney Theatrical Productions gespielt.

## Geschichte
Das Theater mit 1702 Sitzplätzen wurde von den Architekten Henry Beaumont Herts und Hugh Tallent entworfen und am 26. Oktober 1903 eröffnet. Die New York Times pries die Gestaltung in Formen des Beaux Arts und französischen Jugendstils als „The House Beautiful“ (Das schöne Theater).
Von 1913 bis 1927 war das New Amsterdam Spielstätte der berühmten Ziegfeld Follies-Revuen. 1937 wurde das Theater zum Kino umfunktioniert und blieb in dieser Form bis 1982 in Betrieb. Bis auf eine veränderte Fassade und kleinere Veränderungen im Inneren blieb es weitgehend intakt und wurde 1979 in die New Yorker Denkmalliste aufgenommen. 1980 erfolgte die Aufnahme in das National Register of Historic Places.
Ab 1982 war das Gebäude für zehn Jahre im Besitz der Nederlander Organization, einer Organisation, die eine große Anzahl von Theatern und Veranstaltungsstätten in New York und anderen großen Städten der Vereinigten Staaten unterhält. Während dieser Zeit wurden nur unzureichende Sicherungsmaßnahmen ergriffen und das Jugendstil-Interieur war dem Verfall preisgegeben. Nachdem der Staat New York 1992 die Eigentümerschaft übernahm, wurde das New Amsterdam 1994 an die Walt Disney Company veräußert. Bis 1997 konnte das Theater nach Plänen des Architekturbüros Hardy Holzman Pfeiffer originalgetreu renoviert werden und feierte am 18. Mai 1997 seine Neueröffnung.

## Produktionen (Auswahl)
- 1903: A Midsummer Night’s Dream, Komödie von William Shakespeare; Eröffnungsstück
- 1997: The Lion King, Musical; bis 2006
- 2006: Mary Poppins, Musical; bis 2013
- 2014: Aladdin, Musical; aktuell